# Cordelia wilemaniella
Cordelia wilemaniella är en fjärilsart som beskrevs av Matsumura 1929. Cordelia wilemaniella ingår i släktet Cordelia och familjen juvelvingar. Inga underarter finns listade i Catalogue of Life.